# Енрико Лета
Енрѝко Лѐта  (на италиански: Enrico Letta) е италиански политик.
Той е министър-председател на Италия от 28 април 2013 г. до 14 февруари 2014 г. Бил е министър на земеделието (2014), на промишлеността, търговията и туризма (1999-2001), по европейските въпроси (1998-1999).